# Dumbarton (Virginia)
Dumbarton es un lugar designado por el censo situado en el condado de Henrico, Virginia  (Estados Unidos). Según el censo de 2010 tenía una población de 7.879 habitantes.

## Demografía
Según el censo del 2000, Dumbarton tenía 6.674 habitantes, 3.515 viviendas, y 1.507 familias. La densidad de población era de 1.232,9 habitantes por km².
De las 3.515 viviendas en un 19,9%  vivían niños de menos de 18 años, en un 25,7%  vivían parejas casadas, en un 13,8% mujeres solteras, y en un 57,1% no eran unidades familiares. En el 47,6% de las viviendas  vivían personas solas el 20,3% de las cuales correspondía a personas de 65 años o más que vivían solas. El número medio de personas viviendo en cada vivienda era de 1,89 y el número medio de personas que vivían en cada familia era de 2,72.
Por edades la población se repartía de la siguiente manera: un 18,4% tenía menos de 18 años, un 11,9% entre 18 y 24, un 33,4% entre 25 y 44, un 16,1% de 45 a 60 y un 20,3% 65 años o más.
La edad media era de 35 años.  Por cada 100 mujeres de 18 o más años  había 74,2 hombres.
La renta media por vivienda era de 33.300$ y la renta media por familia de 39.583$. Los hombres tenían una renta media de 29.682$ mientras que las mujeres 23.549$. La renta per cápita de la población era de 21.446$. En torno al 5,7% de las familias y el 8,3% de la población estaban por debajo del umbral de pobreza.

## Localidades adyacentes
El siguiente diagrama muestra a las localidades más próximas a Dumbarton.